# Покровский, Михаил Владимирович (историк)
Михаи́л Влади́мирович Покро́вский (25 августа 1897, Российская империя — 22 июня 1959, Краснодар, РСФСР, СССР) — советский учёный, историк, этнограф, археолог, доктор исторических наук, профессор Краснодарского государственного педагогического института.

## Биография
Родился 25 августа 1897 года.
В 1920 году поступил на первый курс словесно-исторического факультета Кубанского учительского института, которое окончил в 1923 году. Учёбу в институте совмещал с работой в пекарне, также преподавал историю и географию на областных командных курсах милиции и Красной армии. Ещё в студенческие годы Покровский начал исследования по археологии.
Получив диплом, работал преподавателем истории в школах № 2 и № 8 в городе Краснодар. В 1934 году приступил к преподавательской деятельности в Краснодарском педагогическом институте.
Участвовал в археологических экспедициях, по результатам которых создал археологический музей, насчитывавший более 15 тысяч экспонатов. Коллекции музея погибли в сожженном отступавшими немецкими войсками здании института. Лишь небольшая часть наиболее ценных экспонатов до войны была передана в Государственный Эрмитаж в Ленинграде и там сохранилась.
В 1940 году в Ленинградском государственном педагогическом институте успешно защитил диссертацию на соискание ученой степени кандидата исторических наук на тему «К истории отношений русского царизма и адыгейских феодалов в первой половине XIX века».
В марте 1941 года получил звание доцента назначен заведующим кафедрой истории СССР Краснодарского пединститута.
С началом Великой Отечественной войны был призван в ряды Красной армии, воевал на Северном Кавказе. Затем был отозван с фронта и направлен на работу заведующим отделом истории краеведческого музея в городе Батуми (Грузинская ССР). Награждён медалями «За доблестный труд в Великой Отечественной войне 1941—1945 гг.» и «За оборону Кавказа». После освобождения Кубани от фашистских захватчиков вернулся на преподавательскую работу в родной институт.
В 1943 году написал серию очерков «Пластуны». В них Покровский обобщил опыт военно-тактических приемов казаков-пластунов и передал его во время войны бойцам кубанских казачьих частей, это было отмечено благодарностью военного командования. Очерки были опубликованы во многих фронтовых газетах.
Занимался исследованием истории адыгейского народа конца 18 — начала 19 веков. По результатам этих исследований защитил докторскую диссертацию на тему «Очерки социально-экономической истории адыгейских племен в конце XVIII — первой половине XIX веков». Написал несколько монографий, статей и очерков.
Умер 22 июня 1959 года в Краснодаре.

## Награды и звания
- Медаль «За оборону Кавказа»
- Медаль «За доблестный труд в Великой Отечественной войне 1941—1945 гг.»
- Профессор

## Сочинения
- Покровский, М. В. Социальная борьба внутри адыгейских племен в конце XVIII — первой половины XIX веков и её отражение в общем ходе Кавказской войны: материалы к совещанию /
- М. В. Покровский. — Москва : [б. и.], 1956. — 38 с.
- Покровский, М. В. Русско — адыгейские торговые связи /
- М. В. Покровский. — Майкоп : [б. и.], 1957. — 114 с.
- Покровский, М. В. Из истории адыгов в конце XVIII — первой половины XIX века : социально-экономические очерки /
- М. В. Покровский. — Краснодар : [б. и.], 1989. — 319 с.[1]